# Ligue de Bourgogne de football
 (décembre 2024).
Si vous disposez d'ouvrages ou d'articles de référence ou si vous connaissez des sites web de qualité traitant du thème abordé ici, merci de compléter l'article en donnant les références utiles à sa vérifiabilité et en les liant à la section « Notes et références ».
La Ligue de Bourgogne de football est un organe fédéral dépendant de la Fédération française de football créé en 1947 et chargé d'organiser les compétitions de football au niveau de la région Bourgogne.
La Ligue de Bourgogne est créé en 1920 sous le nom de Ligue de Football Association de Bourgogne-Franche-Comté, devient le Comité de Bourgogne en 1942, reprend son nom en 1944, puis adopte son nom actuel en 1947, avec la création de la Ligue de Franche-Comté. Malgré son nom, la Ligue ne couvre pas l'ensemble des départements de la Bourgogne puisque le département de l'Ain appartient à la Ligue Lyonnaise de Football. Elle est rejoint en 1966 par les clubs du département de la Nièvre qui étaient affiliés auparavant à la Ligue d'Auvergne.
La LBF qui a son siège à Montchanin, compte actuellement cinq districts calqués sur les départements de la Côte-d'Or, de la Nièvre, de l'Yonne et sur une subdivision du département de Saône-et-Loire. Le président de la Ligue est Jacques Leger depuis le 2 octobre 2008.
La principale compétition organisée par la Ligue est le championnat de Division d'Honneur de Bourgogne qui donne le droit à son vainqueur de participer au championnat de France amateur. La Ligue s'occupe également d'organiser les premiers tours de la Coupe de France de football et de gérer le football féminin régional.

## Histoire
Elle est fondée en 1920 et porte le nom de Ligue de football association de Bourgogne-Franche-Comté jusqu'en 1942, date à laquelle est créée le Comité de Bourgogne et le Comité de Franche-Comté. 
En 2016, la Ligue de Bourgogne-Franche-Comté de football est recréée après la fusion des régions,,.

## Palmarès

### Palmarès national des clubs de la Ligue
| AJ Auxerre Championnat de France (1) : 1996 Coupe de France (4) : 1994, 1996, 2003, 2005 | FC Gueugnon Coupe de la Ligue (1) : 2000 |  |

Domination depuis 1919, en Bourgogne-Franche-Comté jusqu'en 1947, puis Bourgogne jusqu'en 2016
- De 1920 à 1932 : Champion de Division d'Honneur de Bourgogne-Franche-Comté (qualificatif pour le Championnat de France (1927-1928))
- De 1932 à 1939 : Club le mieux classé en série nationale.
- De 1942 à 1943 : Club le mieux classé en championnat de guerre.
- De 1943 à 1945 : Information non connue.
- De 1945 à 1946 et de 1948 à 2016 : Club le mieux classé en division nationale.

* Le FC Sochaux, domine la ligue Bourgogne-Franche-Comté jusqu'à la séparation des deux régions.

### Palmarès régional
| Saison                           | Division d'Honneur               | Promotion d'Honneur              | Coupe de Bourgogne                    | Division d'Honneur Féminine            |
| Ligue de Bourgogne-Franche-Comté | Ligue de Bourgogne-Franche-Comté | Ligue de Bourgogne-Franche-Comté | Ligue de Bourgogne-Franche-Comté      | Ligue de Bourgogne-Franche-Comté       |
| -------------------------------- | -------------------------------- | -------------------------------- | ------------------------------------- | -------------------------------------- |
| 1921                             | Pas de DH                        | -                                | -                                     | -                                      |
| 1922                             | Pas de DH                        | -                                | -                                     | -                                      |
| 1923                             | Pas de DH                        | -                                | -                                     | -                                      |
| 1924                             | AS Valentigney                   | -                                | -                                     | -                                      |
| 1925                             | AS Valentigney                   | -                                | -                                     | -                                      |
| 1926                             | AS Valentigney                   | -                                | -                                     | -                                      |
| 1927                             | AS Valentigney                   | -                                | -                                     | -                                      |
| 1928                             | US Belfort                       | -                                | -                                     | -                                      |
| 1929                             | AS Valentigney                   | -                                | -                                     | -                                      |
| 1930                             | -                                | -                                | -                                     | -                                      |
| 1931                             | AS Valentigney                   | -                                | -                                     | -                                      |
| 1932                             | FC Sochaux-Montbéliard           | -                                | -                                     | -                                      |
| 1933                             | US Belfort                       | -                                | -                                     | -                                      |
| 1934                             | AS Valentigney                   | -                                | -                                     | -                                      |
| 1935                             | RC Franc-Comtois                 | -                                | -                                     | -                                      |
| 1936                             | AS Valentigney                   | -                                | -                                     | -                                      |
| 1937                             | AS Valentigney                   | -                                | -                                     | -                                      |
| 1938                             | AS Valentigney                   | -                                | -                                     | -                                      |
| 1939                             | RC Franc-Comtois                 | -                                | -                                     | -                                      |
| 1940                             | Pas de DH                        | -                                | -                                     | -                                      |
| 1941                             | -                                | -                                | -                                     | -                                      |
| 1942                             | -                                | -                                | -                                     | -                                      |
| Comité de Bourgogne              |                                  |                                  |                                       |                                        |
| 1943                             | -                                | -                                | -                                     | -                                      |
| 1944                             | -                                | -                                | -                                     | -                                      |
| Ligue de Bourgogne-Franche-Comté |                                  |                                  |                                       |                                        |
| 1945                             | -                                | -                                | -                                     | -                                      |
| 1946                             | FC Gueugnon                      | -                                | -                                     | -                                      |
| 1947                             | FC Gueugnon                      | -                                | -                                     | -                                      |
| Ligue de Bourgogne               |                                  |                                  |                                       |                                        |
| 1948                             | FC Gueugnon                      | -                                | -                                     | -                                      |
| 1949                             | US Blanzy                        | -                                | Cercle Laïque Dijonnais               | -                                      |
| 1950                             | AS Beaune                        | -                                | FC Gueugnon                           | -                                      |
| 1951                             | JO Le Creusot                    | -                                | FC Gueugnon                           | -                                      |
| 1952                             | US Blanzy-Montceau               | -                                | FC Gueugnon                           | -                                      |
| 1953                             | CS Sanvignes                     | -                                | US Blanzy-Montceau                    | -                                      |
| 1954                             | US Blanzy-Montceau               | -                                | FC Gueugnon                           | -                                      |
| 1955                             | CS Sanvignes                     | -                                | US Blanzy-Montceau                    | -                                      |
| 1956                             | FC Chalonnais                    | -                                | FC Gueugnon                           | -                                      |
| 1957                             | FC Gueugnon                      | -                                | US Blanzy-Montceau                    | -                                      |
| 1958                             | FC Mâcon                         | -                                | US Blanzy-Montceau                    | -                                      |
| 1959                             | FC Chalonnais                    | -                                | -                                     | -                                      |
| 1960                             | Cercle Laïque Dijonnais          | -                                | -                                     | -                                      |
| 1961                             | CS Louhans                       | -                                | US Blanzy-Montceau                    | -                                      |
| 1962                             | Cercle Laïque Dijonnais          | -                                | -                                     | -                                      |
| 1963                             | CS Louhans                       | -                                | -                                     | -                                      |
| 1964                             | Stade de Sens                    | -                                | -                                     | -                                      |
| 1965                             | CS Cuiseaux                      | -                                | FC Gueugnon                           | -                                      |
| 1966                             | FC Gueugnon R                    | -                                | CS Louhans                            | -                                      |
| 1967                             | US Blanzy-Montceau               | -                                | FC Gueugnon                           | -                                      |
| 1968                             | AS Decize                        | -                                | -                                     | -                                      |
| 1969                             | Cercle Laïque Dijonnais          | -                                | -                                     | -                                      |
| 1970                             | AJ Auxerre                       | -                                | FC Gueugnon                           | -                                      |
| 1971                             | FC Chalonnais                    | -                                | -                                     | -                                      |
| 1972                             | CS Louhans-Cuiseaux R            | -                                | -                                     | -                                      |
| 1973                             | FC Chalonnais                    | -                                | Entente Montceau-Blanzy-Bois du Verne | -                                      |
| 1974                             | Cercle Laïque Dijonnais          | -                                | -                                     | -                                      |
| 1975                             | AS Beaune                        | -                                | -                                     | -                                      |
| 1976                             | FC Gueugnon R                    | -                                | FC Gueugnon                           | -                                      |
| 1977                             | AJ Auxerre R                     | -                                | -                                     | -                                      |
| 1978                             | Entente de Montceau              | -                                | -                                     | -                                      |
| 1979                             | AJ Auxerre C                     | -                                | FC Gueugnon                           | -                                      |
| 1980                             | Stade de Sens                    | -                                | Cercle Football Dijonnais             | -                                      |
| 1981                             | FC Chalonnais                    | -                                | US Bourbon-Lancy                      | -                                      |
| 1982                             | AJ Auxerre D                     | -                                | -                                     | -                                      |
| 1983                             | JGA Nevers                       | -                                | -                                     | -                                      |
| 1984                             | Entente de Montceau R            | -                                | -                                     | -                                      |
| 1985                             | AJ Auxerre D                     | -                                | -                                     | -                                      |
| 1986                             | JGA Nevers                       | -                                | -                                     | -                                      |
| 1987                             | AS Decize                        | -                                | -                                     | -                                      |
| 1988                             | Cercle Football Dijonnais R      | -                                | -                                     | -                                      |
| 1989                             | CS Louhans-Cuiseaux R            | -                                | -                                     | -                                      |
| 1990                             | AJ Auxerre D                     | -                                | -                                     | -                                      |
| 1991                             | JGA Nevers                       | -                                | -                                     | -                                      |
| 1992                             | FC Sens                          | -                                | -                                     | -                                      |
| 1993                             | Cercle Football Dijonnais R      | -                                | -                                     | -                                      |
| 1994                             | AS Beaune                        | -                                | -                                     | -                                      |
| 1995                             | Cercle Football Dijonnais R      | -                                | -                                     | -                                      |
| 1996                             | CS Louhans-Cuiseaux R            | -                                | -                                     | -                                      |
| 1997                             | FC Chalonnais                    | -                                | CS Louhans-Cuiseaux R                 | -                                      |
| 1998                             | Cercle Football Dijonnais R      | -                                | FC Gueugnon                           | -                                      |
| 1999                             | Entente Charnay-lès-Mâcon        | -                                | -                                     | -                                      |
| 2000                             | FC Chalonnais                    | -                                | -                                     | -                                      |
| 2001                             | FC Montceau Bourgogne            | -                                | -                                     | -                                      |
| 2002                             | JO Le Creusot                    | -                                | -                                     | -                                      |
| 2003                             | UF Mâconnais                     | -                                | -                                     | -                                      |
| 2004                             | FC Montceau Bourgogne            | -                                | US Bourbon-Lancy                      | -                                      |
| 2005                             | SC Selongey                      | -                                | -                                     | -                                      |
| 2006                             | AJ Auxerre D                     | -                                | -                                     | -                                      |
| 2007                             | AS Beaune                        | -                                | -                                     | -                                      |
| 2008                             | FC Montceau Bourgogne R          | -                                | -                                     | -                                      |
| 2009                             | Nevers Football                  | SC selongéen R                   | US Bourbon-Lancy                      | Union sportive blanzynoise             |
| 2010                             | FC Gueugnon R                    | AS Chevigny-Saint-Sauveur        | Dijon FCO R                           | Stade auxerrois                        |
| 2011                             | UF Mâconnais                     | Stade auxerrois                  | Dijon FCO R                           | Dijon FCO R                            |
| 2012                             | FC Chalonnais                    | FC Dijon Parc                    | FC Gueugnon                           | Dijon FCO R                            |
| 2013                             | Dijon FCO C                      | Nevers Football                  | FC Sens                               | Dijon FCO R                            |
| 2014                             | SC Selongey                      | Beaune FC                        | FC Dijon Parc                         | RC Flacé Mâcon                         |
| 2015                             | FC Sens                          | Sud Nivernais Imphy Decize       | Stade auxerrois                       | Dijon FCO R                            |
| 2016                             | Louhans-Cuiseaux FC              | US Saint-Sernin du Bois          | Paray USC                             | Union sportive blanzynoise             |
| 2017                             | AS Saint-Apollinaire             |                                  | AS Garchizy                           | US Saint-Vit (Bourgogne-Franche-Comté) |